# Crossota brunnea
Crossota brunnea är en nässeldjursart som beskrevs av Ernst Vanhöffen 1902. Crossota brunnea ingår i släktet Crossota och familjen Rhopalonematidae. Inga underarter finns listade i Catalogue of Life.